# Шефер, Удо
Удо Шефер (нем. Udo Schaefer, 19 октября 1926, Гейдельберг — 30 августа 2019) — немецкий юрист, религиовед и теолог.

## Биография
Был судьёй, позже — главным прокурором в Гейдельберге, с 1988 г. на пенсии.

## Научная деятельность
Его докторская диссертация посвящена правовым основам административного порядка бахаи в сравнении с каноническим законом и законодательством протестантской церкви.
Его научные интересы сосредоточены на теологических и религиоведческих исследованиях, главным образом, в области веры бахаи и ислама.

### Труды
Удо Шефер — автор многочисленных работ. Среди наиболее значительных, переведённых на английский язык:
- The light shineth in darkness. George Ronald: Oxford, 1977. ISBN 0-85398-072-1
- The Imperishable Dominion. George Ronald: Oxford, Reprint 1986. ISBN 0-85398-142-6
- Beyond the clash of Religion. Baha’i Verlag: Hofheim, 3rd edition 2004.
- In a blue haze. Smoking and Baha’i Ethics. Baha’i Verlag: Hofheim, 3rd edition 2004.
- Schaefer, Udo, Nicola Towfigh, Ulrich Gollmer. Making the Crooked Straight. George Ronald: Oxford, 2000. ISBN 0-85398-443-3
- Reason and Revelation: New Directions in Bahá'í Thought (Ed. by Seena Fazel and John Danesh). Kalimat Press. In: Studies in the Bábí and Bahá'í Religions, Volume 13, 2002.

Переводы на русский:
- Удо Шефер. Парадигма Единства Бахауллы. В качестве вклада в межконфессиональный диалог по Глобальной Этике.
- Удо Шефер. Вера бахаи — секта или религия?